# 노희국
노희국(1991년 ~)은 대한민국의 배우다.

## 방송
- 다시여름 (2020)
- 토정로맨스 (2021)
- 고디바SHOW (2021) - 7위

## 영화
- 범털2 (2020)
- 5월12일 (2020)
- suzy (2020)
- 무제 (2020)